# Rourea grosourdyana
Rourea grosourdyana là một loài thực vật có hoa trong họ Connaraceae. Loài này được Henri Ernest Baillon miêu tả khoa học đầu tiên năm 1868.

## Phân bố
Loài này có tại bắc Brasil, Guyana, Venezuela. Thứ Rourea grosourdyana var. glaberrima Forero,1976 có ở miền bắc Brasil.